# Jacques Brocquart
Jacques Brocquart, né le 24 juin 1588 à Thionville terre du Duché de Luxembourg jusqu'en 1659 (France) et décédé le 14 avril 1660 à Luxembourg, est un prêtre jésuite. Il est l’initiateur et grand promoteur de la dévotion à Notre-Dame, Consolatrice des affligés. Le succès est tel que peu après sa mort la ville de Luxembourg est consacrée à 'Notre-Dame-Consolatrice-des-Affligés’ (1666).

## Biographie
Après un parcours d’études secondaires en lettres au collège jésuite de Luxembourg récemment ouvert, le jeune Jacques entre dans la Compagnie de Jésus, le 24 novembre 1608. Une première année de noviciat à Tournai est suivie de la seconde à Trèves. Après des études de philosophie, et comme membre de la province gallo-belge des Jésuites, il est envoyé enseigner le latin au collège de Luxembourg (1613-1615). Il fait ensuite sa théologie à Louvain et y est ordonné prêtre, sans doute, en 1620.  
De retour à Luxembourg il y enseigne la Rhétorique (classe finale) de 1622 à 1624. A Luxembourg, il est également préfet des études, directeur spirituel et administrateur de la communauté. Il avait conçu (en 1623) l’idée de fonder une résidence jésuite à Thionville, sa ville natale, où le protestantisme commençait à s’infiltrer, mais ses efforts furent vains. Le père Brocquart passe également trois ans au collège de Dinant. 
L’année 1626 marque un tournant dans sa vie. De santé délicate le père Brocquart tombe malade de la peste. Il fait alors le vœu que, s’il guérissait, il érigerait un sanctuaire à Notre-Dame, 'Consolatrice des Affligés'. Recouvrant la santé, il obtient la permission de construire une chapelle mariale sur une esplanade à l’extérieur de la ville, où un grand crucifix avait déjà été érigé avec une image de la Vierge-Marie à ses pieds.  Ce n’est pas simplement une dévotion personnelle: il devient promoteur actif de la dévotion mariale et rencontre du succès.  Il y conduit annuellement en procession les élèves du collège. En 1646 le père Brocquart est même nommé (premier) promoteur officiel de la dévotion à Notre-Dame, Consolatrices des affligés, et directeur de la chapelle. Il compose cinq livres en l’honneur de Notre-Dame, Consolatrice des Affligés. L’un d’eux était un recueil de prières populaires à la Vierge-Marie.
Restant actif au collège de Luxembourg et dans le domaine pédagogique il écrit également en français, allemand et latin. Il publie, entre autres (1629), une traduction latine du célèbre ouvrage ‘Le Pédagogue Chrétien’ du père Philippe d'Outreman (1622). 
Le père Jacques Brocquart meurt au collège de Luxembourg, le 14 avril 1660. 
Le promoteur zélé avait créé un véritable mouvement marial qui culmina après sa mort par l’élection de ‘Notre-Dame-Consolatrice’ comme patronne de la cité, en 1666, et comme patronne-protectrice du Duché de Luxembourg en 1678.

## Reconnaissance publique
- Lors de l’agrandissement de la cathédrale de Luxembourg (1935-1939), la figure du père Brocquart fut insérée dans l’un des petits vitraux de la chapelle du Saint-Sacrement, parmi les saint jésuites.

## Écrits
- Paedagogus Christianus, Luxembourg, 1629.

## Note
1. ↑  Son successeur y sera le célèbre père Alexandre Wiltheim.